# Strongylopora gracilis
Strongylopora gracilis är en mossdjursart som beskrevs av Gordon 1993. Strongylopora gracilis ingår i släktet Strongylopora och familjen Catenicellidae. Inga underarter finns listade i Catalogue of Life.